# Sainte Luce Reserve
Sainte Luce Reserve ist ein Schutzgebiet im Südosten von Madagaskar und eines der letzten verbliebenen intakten Küsten-Regenwälder im Land. Es ist Teil des größeren Sainte Luce Rainforest, der sich über ca. 15 km Länge und zwischen 100 m und 700 m Breite erstreckt. Das Reservat ist ca. 1 km lang und durchschnittlich 300 m breit.

## Bedrohungen
Der Küstenregenwald in dieser Region ist stark durch Entwaldung, Brandrodung und Wanderfeldbau gefährdet (Slash-and-burn farming, madeg.: „tavy“).
Die Wälder im Umkreis von Tolagnaro sind auch bedroht, weil sie auf titanhaltigen Sanden wachsen. Es steht zu befürchten, dass diese Gebiete für den Bergbau freigegeben werden. Das wäre besonders fatal, da in diesem Gebiet Arten vorkommen, die endemisch sind und selbst in Madagaskar nur dort vorkommen.
Sainte Luce Reserve gehört zum Lemur Conservation Network, einer Organisation, die für den Erhalt der madegassischen Lemuren kämpft.

## Flora und Fauna
Die Fläche des Reservats liegt in einem Küstenregenwald, dessen Leitbaumart Schraubenbäume (Pandanus) sind. Es gibt eine faszinierende Vielfalt von Tier- und Pflanzenarten: Fünf Lemurenarten leben in dem Gebiet, unter anderem der Halsbandmaki (Eulemur collaris), der erst 1990 in dem Reservat entdeckt und beschrieben wurde. Er lebt nur in diesem Gebiet.
Auch der Sainte-Luce-Mausmaki (Sainte Luce Mouse Lemur, Microcebus saintelucei) kommt vor und man nimmt an, dass es sich ebenfalls um eine eigene Art handelt, da das Reservat durch Flüsse eingegrenzt ist. Weitere Arten sind Westlicher Fettschwanzmaki (Fat Tailed Dwarf Lemur, Cheirogaleus medius) und Südlicher Wollmaki (Southern Woolly Lemur, Avahi meridionalis).
Daneben gibt es ca. 50 Reptilienarten, 50 Vogelarten und weitere 200 Baumarten, sowie eine große Anzahl von Landschnecken. Bei den Baumarten ist besonders die stark bedrohte Palmenart Dypsis saintelucei zu erwähnen, von der nur noch 300 ausgewachsene Bäume existieren. Die anderen Bäume wurde zum Bau von Krabbenfallen gefällt. In dem Gebiet kommt auch das Mineral Ilmenit (Titaneisenerz) vor, das abgebaut wird.

## Schutz
Die idyllische Lage und das reiche Tierleben machen das Reservat zu einem der Schlüsselorte für ehrenamtliche Naturschutzhelfer in Madagaskar. Das Reservat wird von einer kleinen Non-Profit-Organisation betreut. Ehrenamtliche Helfer führen die Schutzprojekte durch, wie zum Beispiel Lemurenforschung, Meeresschildkröten-Überwachung, Samengewinnung, Aufforstung und Aufklärungsarbeit.